# 中村義作
中村 義作（なかむら ぎさく、1928年1月22日 - 2020年6月4日）は、日本の電通官僚、工学者（情報工学・ソフトウェア工学）、数学者（組み合わせ数学・有限数学・経営数学）。工学博士（東北大学・1970年）。静岡県立大学名誉教授。
電気通信省、日本電信電話公社での勤務を経て、信州大学工学部教授、静岡県立大学経営情報学部教授、静岡県立大学経営情報学部学部長（第3代）、東海大学教育開発研究所教授などを歴任。

## 来歴

### 生い立ち
1928年に日本の東京府で生まれた。中学生の頃、竹内端三の『群論』を購入したが、内容が高度すぎて当初は理解できなかった。しかし、何度も読み返すうち数学の面白さを知る。その後、高木貞治の『近世数学史談』を読み感銘を受けた。日本大学旧工学部（現・日本大学理工学部）電気工学科に在籍し、1952年に卒業した。同年、電気通信省に技官として入省した。なお、博士論文「共通制御方式電話交換システムに関する研究」により、工学博士の学位を取得している。

### 官界にて
しかし、入省した電気通信省は、組織改編が相次いでいた。電気通信省の外局である電波庁が廃止され、電波監理行政は総理府の外局である電波監理委員会に移管された。続いて、同じく電気通信省の外局である航空保安庁も廃止され、運輸省の外局である航空庁に業務が移管された。さらに、中村が入省した直後には電気通信省自体も廃止されることになり、日本電信電話公社に移行した。中村は44歳になるまで日本電信電話公社の職員として勤務を続けた。

### 学界にて
1976年、信州大学に転じ、工学部の教授に就任した。信州大学への着任に際しては、自らの紹介を兼ねて地元である長野県のマスコミに挨拶回りをするなど、当時の国立大学教官としては異例ともいえるパブリックリレーション活動を行った。東京大学で非常勤講師を兼任していた際、経営学者の林周二と知り合った。その後、林からの要請を受け、1989年に静岡県立大学に移った。同大学では経営情報学部の教授に就任し、学部長など要職を歴任したうえで、名誉教授の称号を得た。1996年、東海大学にて教育開発研究所の教授となった。2017年4月、日本数学会出版賞を受賞した。2020年6月4日に死去した。

## 研究
情報工学やソフトウェア工学など工学分野でも活動したが、中心は数学分野であり、特に組み合わせ数学や有限数学に関する研究を行った。また、著書が極めて多いことも特徴の一つである。パズルに関する児童書から、本格的な学術書や研究書まで、その作品の範囲は幅広い。代表的なパズル本『マンホールのふたはなぜ丸い?――暮らしの中の数学』は、当初日本経済新聞社から単行本として出版されたが、その後「知的生きかた文庫」や「日経ビジネス人文庫」にて文庫本化されるなど、複数の出版社から出版された。また、物理学者の伏見康治、画家の安野光雅との対談なども出版されている。なお、「ブースの乗算アルゴリズム」を発見したことで知られるアンドリュー・ドナルド・ブースの著書を翻訳したことでも知られている。

## 人物
因習に囚われない人物として知られている。静岡県立大学の経営情報学部にて学部長に就任した際、教員のメールボックスが教授、助教授、講師、…と職位順に並んでいたことに呆れ、五十音順に改めたとされる。

## 著作

### 単著
- 『常識を越えた数の世界』海鳴社、1979年。
- 『数理パズル入門――頭の回路をみがく本』立風書房、1981年。
- 『遊びの確率論』海鳴社、1982年。
- 『エッシャーの絵から結晶構造へ』海鳴社（Monad books<1>）、1983年。
- 『マンホールのふたはなぜ丸い?――暮らしの中の数学』日本経済新聞社、1984年。ISBN 4532093562
  - 『マンホールのふたはなぜ丸い?』知的生き方文庫、1993年8月。
  - 『マンホールのふたはなぜ丸い?―暮らしの中の数学 』日経ビジネス人文庫、2004年6月。
- 『さあ来い!パズラー―脳ミソを鍛える数理パズル100』立風書房（マンボウ・ブックス<050>）、1985年1月。
- 『よくわかる実践統計――医療の実際例を中心に』海鳴社、1986年。ISBN 4875251122
- 『四次元の幾何学――不思議な図形の世界をのぞく』講談社、1986年4月。ISBN 4061326457
- 『選びに選んだスーパー・パズル――世界の名作・難問100』講談社、1986年1月。ISBN 4062026155
  - 『世界の名作 数理パズル100 推理力・直観力を鍛える』講談社ブルーバックス、2017年。
- 『解ければ天才!算数100の難問・奇問―たかが算数されど算数』講談社ブルーバックス、1988年。ISBN 4061327224
- 『コンピュータもびっくり! 速算100のテクニック―これでキミも計算名人』講談社ブルーバックス、1989年5月。
- 『解ければ天才! 算数100の難問・奇問〈PART2〉算数は数学よりも高級か?』講談社ブルーバックス、1990年6月。
- 『数学パズル・20の解法―これでキミもパズル名人 』講談社ブルーバックス、1991年4月。
- 『解ければ天才!算数100の難問・奇問 part 3―珠玉の名問がズラリ』講談社ブルーバックス、1991年12月。
- 『解ければ天才!算数100難問・奇問〈PART4〉究極の算数がここにある』講談社ブルーバックス、1994年5月。
- 『どこまで解ける日本の算法―和算で頭のトレーニング』講談社ブルーバックス、1994年10月。
- 『どこまで解ける西洋の算法―大数学者たちが愛した問題』講談社ブルーバックス、1996年12月。
- 『よくわかる実験計画法』近代科学社、1997年5月。
- 『パズルでひらめく補助線の幾何学―"魔法の補助線"を見つけよう』講談社ブルーバックス、2003年9月。
- 『仕事に生かせる技術者の勉強法』近代科学社、2004年4月。

### 共著
- 新関暢一・近藤衛・中村義作『実験計画法』改訂版、日本電信電話公社研究開発部、1975年。
- 池野信一ほか著『数理パズル』中央公論社、1976年。ISBN 4121004272
- 『続・数理パズル』小林茂太郎・西山輝夫共著 中央公論社、1977年。ISBN 4121004604
- 中村義作・加納敏著『数学の冒険――脳の栄養になる91問』かんき出版、1977年。
- 伏見康治・安野光雅・中村義作著『美の幾何学――天のたくらみ、人のたくみ』中央公論社、1979年。ISBN 4121005546
- 中村義作ほか著『パズル四重奏』β、サイエンス社、1981年。
- 近藤衛・中村義作共著『工科系の実験計画法』工学図書、1981年。
- 中村義作・清水道夫共著『教養のための情報科学入門』近代科学社、1988年。ISBN 4764901374
- 『ゲームにひそむ数理―ゲームでみがこう!!数学的センス』秋山仁との共著 森北出版、1998年5月。
- 『名作から学ぶ奇想天外数学的発想法』秋山仁・松永清子との共著、監修秋山仁 数研出版（チャートBOOKS―クリエイティブ高校数学講座）、1999年8月。
- 『代数を図形で解く―直感でわかる数学の楽しみ』阿邊恵一との共著 講談社ブルーバックス、2000年5月。
- 『サクサクスラスラ べんり速算術―一瞬でできる驚異の計算術』阿邊恵一との共著 日本実業出版社、2002年9月。
- 『間違いさがしパズル傑作選―楽しく思考の盲点をつく65問』阿邊恵一との共著 講談社ブルーバックス、2005年9月。
- 『エッシャーの絵から結晶構造へ』福田宏との共著 バウンダリー叢書、2013年4月。

### 編纂
- 中村義作編著、加久間勝・村尾洋・徳山五郎著『システム工学』オーム社、1987年。ISBN 4274128253
- 中村義作編、阿邊恵一著『知って得する!速算術―仕事も勉強もスピード・アップ』PHP文庫、2002年11月。

### 翻訳
- A. D. ブース原著、宇田川銈久・中村義作共訳『数値計算法』コロナ社、1958年。
- J.D.ビースリー原著、中村義作訳『ゲームと競技の数学―遊びのサイエンス 数理科学ライブラリ (4)』サイエンス社、1992年7月。
- テオニ・パパス原著、秋山仁監訳、松永清子・中村義作・小舘崇子共訳『数学は生きている』東海大学出版会、2000年8月。
- ジェフリー・S. ローゼンタール原著、柴田裕之翻訳、中村義作翻訳監修『運は数学にまかせなさい――確率・統計に学ぶ処世術』早川書房、2007年7月。
  - 『運は数学にまかせなさい――確率・統計に学ぶ処世術』ハヤカワ文庫NF―数理を愉しむシリーズ、2010年7月。

### 監修
- 田中義厚著『「確率」の人生学―この先、あなたの人生は何勝何敗か?』監修秋山仁・中村義作 青春出版社、1999年2月。
- 桜井進著『天才たちが愛した美しい数式』監修中村義作 PHP研究所、2007年12月。

## 関連人物
- 安野光雅
- マウリッツ・エッシャー
- 林周二
- 伏見康治